# Мате-Биньямин
Мате-Биньямин (ивр. מועצה אזורית מטה בנימין‎) — региональный совет в Израиле, включающий 42 поселения и форпоста на юге Самарии (Шомрон) на Западном Берегу. Административным центром совета является Псагот. Назван он в честь древнего еврейского Колена Биньямина, чью традиционную территорию занимает. Весь окрестный регион называют регионом Биньямина.
Совет существует с 1980 года. В ноябре 2007 главой совета был избран Ави Роэ, сменивший своего предшественника Пинхаса Валлерштайна, занимавший этот пост в течение 28 лет. С октября 2018 совет возглавляет Исраэль Ганц.

## Население
По статистическим данным Центрального статистического бюро Израиля население регионального совета на 2024 год составляет 77 098 человек.

## Список поселений
Региональный совет «Мате-Биньямин» предоставляет различные муниципальные услуги 42 поселениям и форпостам.